# Onychoglomeris marginata
Onychoglomeris marginata är en mångfotingart som beskrevs av Berlese. Onychoglomeris marginata ingår i släktet Onychoglomeris och familjen klotdubbelfotingar. Inga underarter finns listade i Catalogue of Life.